# Artigisa nigrosignata
Artigisa nigrosignata là một loài bướm đêm trong họ Erebidae.